# 宮野原郵便局
宮野原郵便局（みやのはらゆうびんきょく）とは新潟県中魚沼郡津南町にある郵便局である。

## 概要
住所：〒949-8125 新潟県中魚沼郡津南町上郷宮野原10-2

## 取扱内容
- 郵便、印紙、ゆうパック、内容証明
- 貯金、国債
- 生命保険、バイク自賠責保険
- ゆうちょ銀行ATM

## 風景印
- 表記は『新潟 宮野原』[1]
- 図案は『日本最大級の河岸段丘』・『背景は苗場山』
- 使用開始日は2014年（平成26年）10月01日

## 周辺
- ファミリーマートJA津南町上郷店 [2]
- 上郷クローブ座
- 道の駅信越さかえ
- 苗場山麓ジオパーク
- 無印良品津南キャンプ場[3]
- 北野天満温泉学問の湯[4]

## アクセス
自動車
- 関越自動車道塩沢石打ICから国道353号線・国道117号経由、車で41分〈32.6キロメートル〉。
- 上信越自動車道豊田飯山ICより国道117号経由、車で47分〈38.6キロメートル〉。
- 駐車場あり：3台

鉄道
- JR飯山線・森宮野原駅から徒歩で17分〈1.3キロメートル〉。

バス
- 南越後観光バス 森宮野原駅＝津南＝山崎＝清津峡＝越後湯沢駅線で、上郷支所前下車[5]